# Trogoniformes
Trogoniformes este un ordin de păsări care cuprinde numai familia Trogonidae. Familia cuprinde 6 genuri cu 39 de specii. Aceste păsări duc o viață arboricolă fiind rar pe sol, ele trăiesc în pădurile tropicale din Africa, India, Asia de Sud, America Centrală și America de Sud, fiind păsări periclitate de dispariție.

## Caractere morfologice
Trogonii mai ales masculii aparțin de categoria păsărilor cu un colorit deosebit de frumos al penajului, care stau însă ascunși în copaci. Partea dorsală a corpului are o culoare vie roșie, galbenă sau albă, cu irizații metalice. Aripile sunt frecvent rotunjite spre vârf, coada este lungă. Degetele sunt așezate perechi două orientate înainte și două spre înapoi (degete heterodaktyle). Hrana constă din insecte, dar și fructe pe care le deschid cu ciocul lor scurt și puternic.

## Lista speciilor

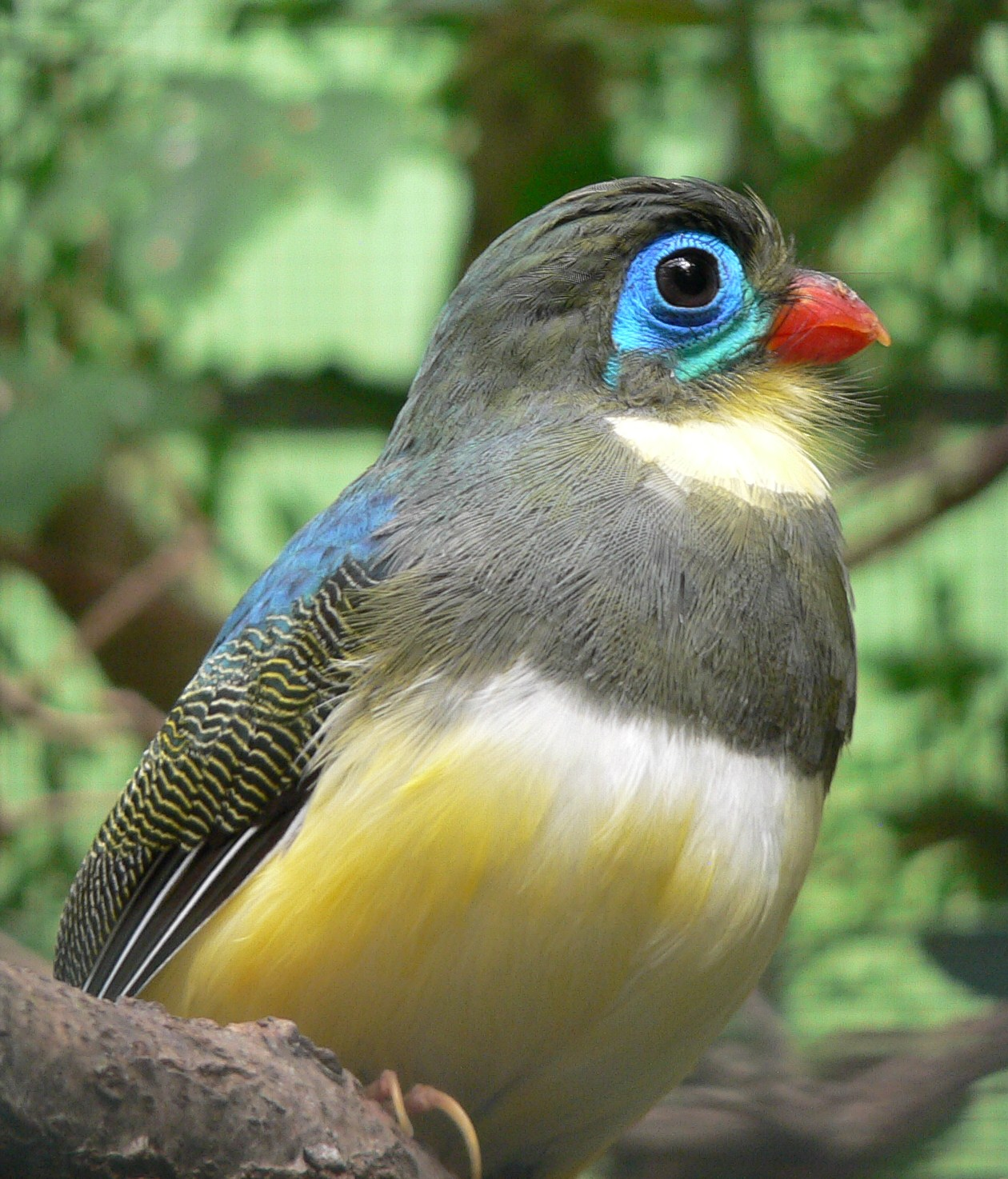
Apalharpactes mackloti

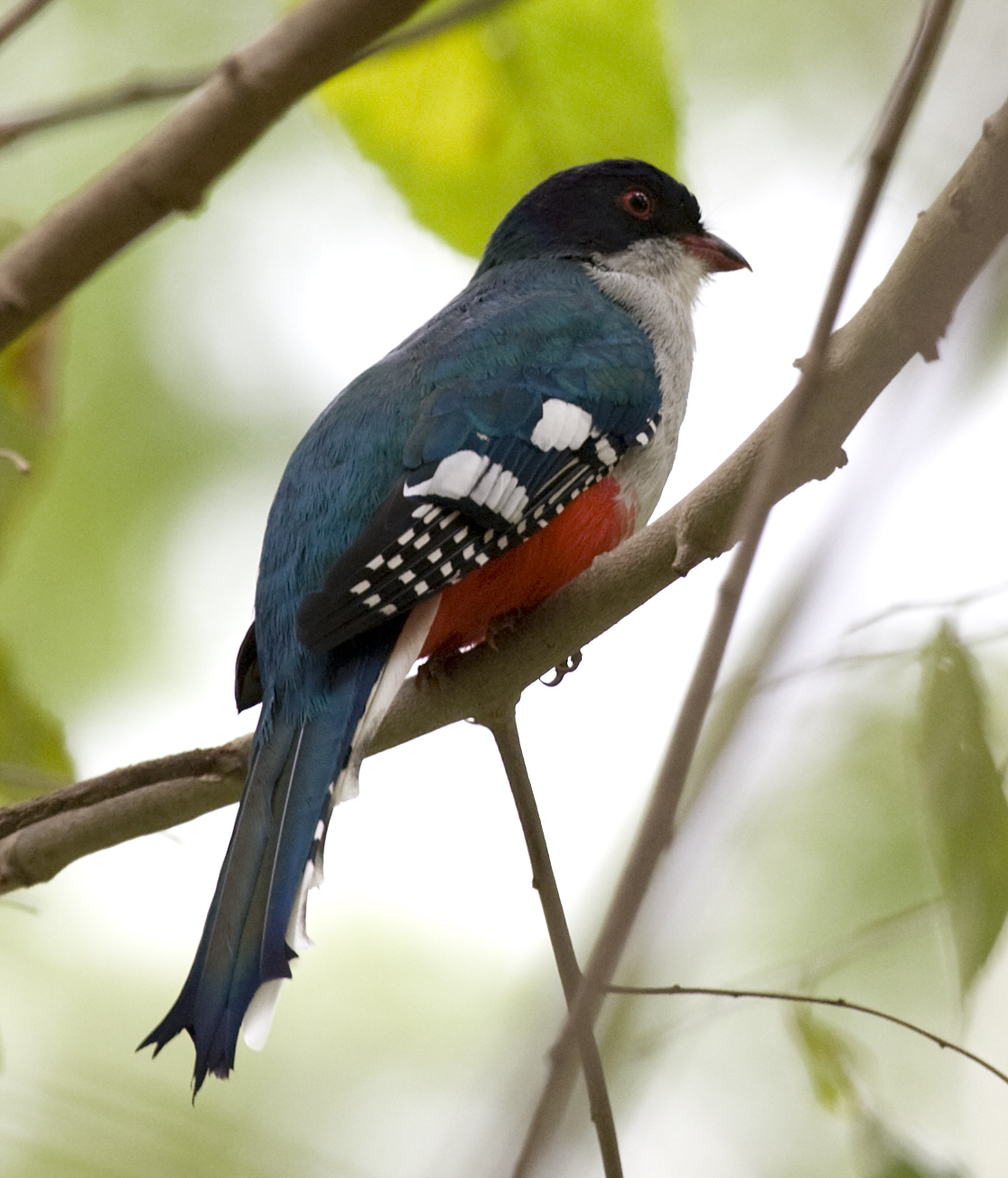
Priotelus temnurus

- Genul Apaloderma
  - Apaloderma narina
  - Apaloderma aequatoriale
  - Apaloderma vittatum
- Genul Apalharpactes
  - Apalharpactes reinwardtii
  - Apalharpactes mackloti
- Genul Euptilotis
  - Euptilotis neoxenus
- Genul Harpactes
  - Harpactes fasciatus
  - Harpactes kasumba
  - Harpactes diardii
  - Harpactes ardens
  - Harpactes whiteheadi
  - Harpactes orrhophaeus
  - Harpactes duvaucelii
  - Harpactes erythrocephalus
  - Harpactes oreskios
  - Harpactes wardi
- Genul Pharomachrus
  - Pharomachrus mocinno
  - Pharomachrus antisianus
  - Pharomachrus fulgidus
  - Pharomachrus auriceps
  - Pharomachrus pavoninus
- Genul Priotelus
  - Priotelus temnurus
  - Priotelus roseigaster
- Genul Trogon
  - Trogon melanocephalus
  - Trogon citreolus
  - Trogon viridis
  - Trogon chionurus
  - Trogon bairdii
  - Trogon violaceus
  - Trogon ramonianus
  - Trogon caligatus
  - Trogon mexicanus
  - Trogon comptus
  - Trogon collaris
  - Trogon elegans
  - Trogon ambiguus
  - Trogon aurantiiventris
  - Trogon personatus
  - Trogon tenellus
  - Trogon cupreicauda
  - Trogon rufus
  - Trogon chrysochloros
  - Trogon surrucura
  - Trogon aurantius
  - Trogon curucui
  - Trogon melanurus
  - Trogon mesurus
  - Trogon massena
  - Trogon clathratus